# National Hockey League 1984-1985
La stagione 1984-1985 è stata la 68ª edizione della National Hockey League. La stagione regolare iniziò l'11 ottobre 1984 e si concluse il 7 aprile 1986, mentre i playoff della Stanley Cup terminarono il 16 maggio 1985. I Calgary Flames ospitarono l'NHL All-Star Game presso l'Olympic Saddledome il 12 febbraio 1985. Gli Edmonton Oilers sconfissero i Philadelphia Flyers nella finale di Stanley Cup per 4-1, conquistando il secondo titolo consecutivo nella storia della franchigia.
I Philadelphia Flyers conquistarono il primo posto al termine della stagione regolare con quattro punti in più rispetto agli Edmonton Oilers. Il portiere dei Flyers Pelle Lindbergh diventò il primo europeo capace di vincere il Vezina Trophy. La stella degli Oilers Wayne Gretzky vinse ancora l'Art Ross Trophy superando per la terza volta in quattro anni quota 200 punti, oltre al sesto Hart Trophy consecutivo. Esordì in NHL Mario Lemieux arrivando subito a quota 100 punti e vincendo il Calder Memorial Trophy come rookie dell'anno. Il 26 ottobre 1984 il difensore degli Oilers Paul Coffey fu l'ultimo giocatore del XX secolo capace di segnare 4 reti in una gara, in occasione di una partita contro i Detroit Red Wings. Al termine dei playoff si ritirarono gli ultimi due giocatori ancora in attività ad aver giocato negli anni 1960, Butch Goring dei Boston Bruins e Brad Park dei Detroit Red Wings.

## Squadre partecipanti
- Boston Bruins
- Buffalo Sabres
- Calgary Flames
- Chicago Blackhawks
- Detroit Red Wings
- Edmonton Oilers
- Hartford Whalers
- Los Angeles Kings
- Minnesota North Stars
- Montreal Canadiens
- New Jersey Devils

- New York Islanders
- New York Rangers
- Philadelphia Flyers
- Pittsburgh Penguins
- Quebec Nordiques
- St. Louis Blues
- Toronto Maple Leafs
- Vancouver Canucks
- Washington Capitals
- Winnipeg Jets

## Pre-season

### NHL Entry Draft
L'Entry Draft si tenne il 9 giugno 1984 presso il Forum de Montréal di Montréal, in Québec. I Pittsburgh Penguins nominarono come prima scelta assoluta il centro canadese Mario Lemieux. Altri giocatori rilevanti all'esordio in NHL furono Kirk Muller, Patrick Roy, Brett Hull e Luc Robitaille.

### Canada Cup
La Canada Cup 1984 fu la terza edizione della Canada Cup, torneo per nazionali organizzato dalla NHL e da Hockey Canada. L'edizione si svolse fra l'1 e il 18 settembre 1984; per l'occasione furono invitate 6 nazionali americane ed europee, mentre le partite si svolsero in 7 diverse città nordamericane. Nella doppia finale si impose la nazionale del Canada sconfiggendo la Svezia per 5-2 e 6-5.

## Stagione regolare

### Classifiche
= Qualificata per i playoff,       = Primo posto nella Conference,       = Vincitore della stagione regolare

#### Prince of Wales Conference
Adams Division
|    |                    | PG | V  | S  | N  | GF  | GS  | PT |
| -- | ------------------ | -- | -- | -- | -- | --- | --- | -- |
| 1. | Montreal Canadiens | 80 | 41 | 27 | 12 | 309 | 262 | 94 |
| 2. | Quebec Nordiques   | 80 | 41 | 30 | 9  | 323 | 275 | 91 |
| 3. | Buffalo Sabres     | 80 | 38 | 28 | 14 | 290 | 237 | 90 |
| 4. | Boston Bruins      | 80 | 36 | 34 | 10 | 303 | 287 | 82 |
| 5. | Hartford Whalers   | 80 | 30 | 41 | 9  | 268 | 318 | 69 |

Patrick Division
|    |                     | PG | V  | S  | N  | GF  | GS  | PT  |
| -- | ------------------- | -- | -- | -- | -- | --- | --- | --- |
| 1. | Philadelphia Flyers | 80 | 53 | 20 | 7  | 348 | 241 | 113 |
| 2. | Washington Capitals | 80 | 46 | 25 | 9  | 322 | 240 | 101 |
| 3. | New York Islanders  | 80 | 40 | 34 | 6  | 345 | 312 | 86  |
| 4. | New York Rangers    | 80 | 26 | 44 | 10 | 295 | 345 | 62  |
| 5. | New Jersey Devils   | 80 | 22 | 48 | 10 | 264 | 346 | 54  |
| 6. | Pittsburgh Penguins | 80 | 24 | 51 | 5  | 276 | 385 | 53  |

#### Clarence Campbell Conference
Norris Division
|    |                       | PG | V  | S  | N  | GF  | GS  | PT |
| -- | --------------------- | -- | -- | -- | -- | --- | --- | -- |
| 1. | St. Louis Blues       | 80 | 37 | 31 | 12 | 299 | 288 | 86 |
| 2. | Chicago Blackhawks    | 80 | 38 | 35 | 7  | 309 | 299 | 83 |
| 3. | Detroit Red Wings     | 80 | 27 | 41 | 12 | 313 | 357 | 66 |
| 4. | Minnesota North Stars | 80 | 25 | 43 | 12 | 268 | 321 | 62 |
| 5. | Toronto Maple Leafs   | 80 | 20 | 52 | 8  | 253 | 358 | 48 |

Smythe Division
|    |                   | PG | V  | S  | N  | GF  | GS  | PT  |
| -- | ----------------- | -- | -- | -- | -- | --- | --- | --- |
| 1. | Edmonton Oilers   | 80 | 49 | 20 | 11 | 401 | 298 | 109 |
| 2. | Winnipeg Jets     | 80 | 43 | 27 | 10 | 358 | 332 | 96  |
| 3. | Calgary Flames    | 80 | 41 | 27 | 12 | 363 | 302 | 94  |
| 4. | Los Angeles Kings | 80 | 34 | 32 | 14 | 339 | 326 | 82  |
| 5. | Vancouver Canucks | 80 | 25 | 46 | 9  | 284 | 401 | 59  |

### Statistiche

#### Classifica marcatori
La seguente lista elenca i migliori marcatori al termine della stagione regolare.

| Giocatore      | Squadra             | PG | G  | A   | Pt  | +/- | MP  |
| -------------- | ------------------- | -- | -- | --- | --- | --- | --- |
| Wayne Gretzky  | Edmonton Oilers     | 80 | 73 | 135 | 208 | +98 | 52  |
| Jari Kurri     | Edmonton Oilers     | 73 | 71 | 64  | 135 | +76 | 30  |
| Dale Hawerchuk | Winnipeg Jets       | 80 | 53 | 77  | 130 | +22 | 74  |
| Marcel Dionne  | Los Angeles Kings   | 80 | 46 | 80  | 126 | +11 | 46  |
| Paul Coffey    | Edmonton Oilers     | 80 | 37 | 84  | 121 | +55 | 97  |
| Mike Bossy     | New York Islanders  | 76 | 58 | 59  | 117 | +37 | 38  |
| John Ogrodnick | Detroit Red Wings   | 79 | 55 | 50  | 105 | +1  | +30 |
| Denis Savard   | Chicago Blackhawks  | 79 | 38 | 67  | 105 | +16 | 56  |
| Bernie Federko | St. Louis Blues     | 76 | 30 | 73  | 103 | -10 | 27  |
| Mike Gartner   | Washington Capitals | 80 | 50 | 52  | 102 | +17 | 71  |

#### Classifica portieri
La seguente lista elenca i migliori portieri al termine della stagione regolare.

| Giocatore       | Squadra             | PG | Min  | V  | S  | P  | GS  | SO | Sv%  | MGS  |
| --------------- | ------------------- | -- | ---- | -- | -- | -- | --- | -- | ---- | ---- |
| Tom Barrasso    | Buffalo Sabres      | 54 | 3248 | 25 | 18 | 10 | 144 | 5  | .887 | 2.66 |
| Pat Riggin      | Washington Capitals | 57 | 3388 | 28 | 20 | 7  | 168 | 2  | .886 | 2.98 |
| Pelle Lindbergh | Philadelphia Flyers | 65 | 3858 | 40 | 17 | 7  | 194 | 2  | .899 | 3.02 |
| Steve Penney    | Montreal Canadiens  | 54 | 3252 | 26 | 18 | 8  | 167 | 1  | .876 | 3.08 |
| Rick Wamsley    | St. Louis Blues     | 40 | 2319 | 23 | 12 | 5  | 126 | 0  | .885 | 3.26 |
| Mario Gosselin  | Quebec Nordiques    | 36 | 1960 | 19 | 11 | 3  | 111 | 1  | .877 | 3.30 |
| Réjean Lemelin  | Calgary Flames      | 56 | 3176 | 30 | 12 | 10 | 183 | 1  | .888 | 3.46 |
| Pete Peeters    | Boston Bruins       | 51 | 2975 | 19 | 26 | 4  | 172 | 1  | .868 | 3.47 |
| Dan Bouchard    | Quebec Nordiques    | 29 | 1738 | 12 | 13 | 4  | 101 | 0  | .877 | 3.49 |
| Kelly Hrudey    | New York Islanders  | 41 | 2335 | 19 | 17 | 3  | 141 | 2  | .886 | 3.62 |

## Playoff

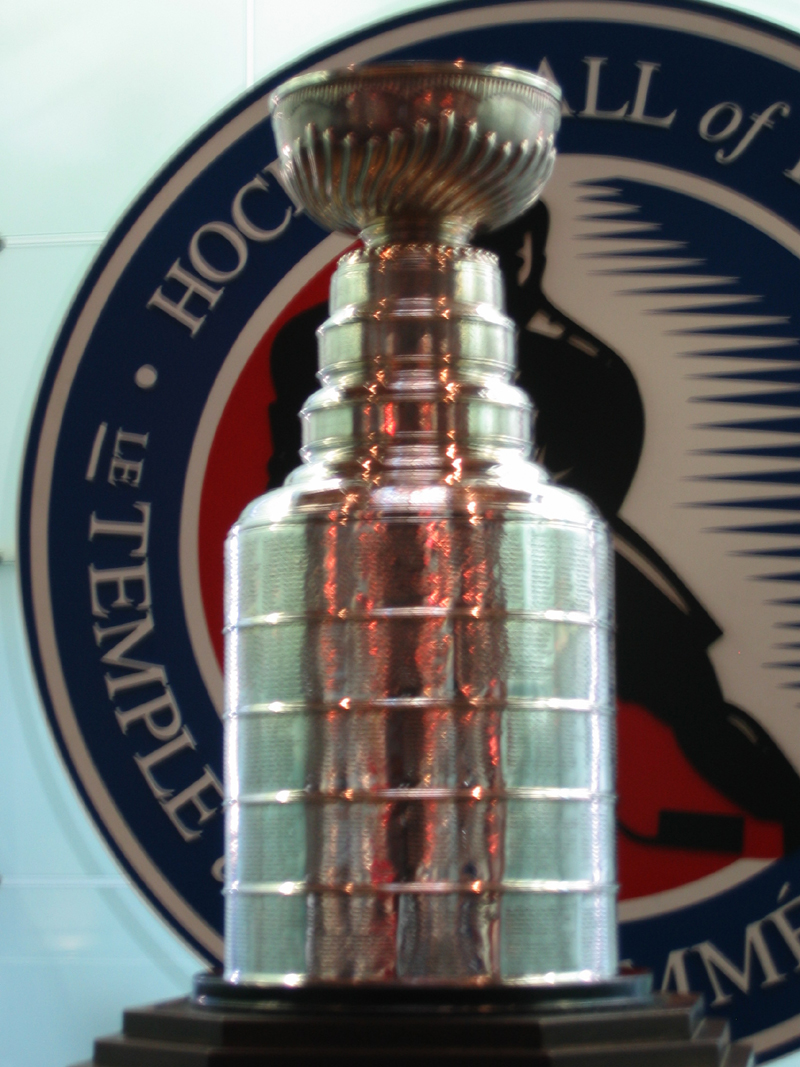
Il trofeo della Stanley Cup

Al termine della stagione regolare le migliori 16 squadre del campionato si sono qualificate per i playoff. I Philadelphia Flyers ottennero il miglior record della lega con 119 punti.

### Tabellone playoff
Nel primo turno la squadra con il ranking più alto di ciascuna Division si sfida con quella dal posizionamento più basso seguendo lo schema 1-4 e 2-3, usufruendo anche del vantaggio del fattore campo. Il secondo turno determina la vincente divisionale, mentre il terzo vede affrontarsi le squadre vincenti delle Division della stessa Conference per accedere alla finale di Stanley Cup. Il fattore campo osservato nelle finali di conference e in finale di Stanley Cup fu determinato dai punti ottenuti in stagione regolare. Nel primo turno, al meglio delle cinque gare, si seguì il formato 2-2-1. Nelle altre serie, al meglio delle sette sfide, si seguì il formato 2-2-1-1-1: la squadra migliore in stagione regolare avrebbe disputato in casa Gara-1 e 2, (se necessario anche Gara-5 e 7), mentre quella posizionata peggio avrebbe giocato nel proprio palazzetto Gara-3 e 4 (se necessario anche Gara-6).
|  | Semifinali Division | Semifinali Division   | Semifinali Division |                     |    | Finali Division       | Finali Division | Finali Division |  |  | Finali Conference | Finali Conference | Finali Conference |  |  | Finale Stanley Cup | Finale Stanley Cup | Finale Stanley Cup |  |
|  |                     |                       |                     |                     |    |                       |                 |                 |  |  |                   |                   |                   |  |  |                    |                    |                    |  |
|  | A1                  | Montreal Canadiens    | 3                   |                     |    |                       |                 |                 |  |  |                   |                   |                   |  |  |                    |                    |                    |  |
|  | A1                  | Montreal Canadiens    | 3                   |                     |    |                       |                 |                 |  |  |                   |                   |                   |  |  |                    |                    |                    |  |
|  | A4                  | Boston Bruins         | 2                   |                     |    |                       |                 |                 |  |  |                   |                   |                   |  |  |                    |                    |                    |  |
|  | A4                  | Boston Bruins         | 2                   |                     | A1 | Montreal Canadiens    | 3               |                 |  |  |                   |                   |                   |  |  |                    |                    |                    |  |
|  |                     |                       |                     |                     | A1 | Montreal Canadiens    | 3               |                 |  |  |                   |                   |                   |  |  |                    |                    |                    |  |
|  |                     |                       | A2                  | Quebec Nordiques    | 4  |                       |                 |                 |  |  |                   |                   |                   |  |  |                    |                    |                    |  |
|  | A2                  | Quebec Nordiques      | A2                  | Quebec Nordiques    | 4  | 3                     |                 |                 |  |  |                   |                   |                   |  |  |                    |                    |                    |  |
|  | A2                  | Quebec Nordiques      |                     |                     |    |                       |                 |                 |  |  |                   |                   |                   |  |  |                    |                    |                    |  |
|  | A3                  | Buffalo Sabres        | 2                   |                     |    |                       |                 |                 |  |  |                   |                   |                   |  |  |                    |                    |                    |  |
|  | A3                  | Buffalo Sabres        | 2                   |                     | A2 | Quebec Nordiques      | 2               |                 |  |  |                   |                   |                   |  |  |                    |                    |                    |  |
|  |                     |                       |                     |                     |    |                       |                 |                 |  |  |                   |                   |                   |  |  |                    |                    |                    |  |
|  |                     |                       | P1                  | Philadelphia Flyers | 4  |                       |                 |                 |  |  |                   |                   |                   |  |  |                    |                    |                    |  |
|  | P1                  | Philadelphia Flyers   | P1                  | Philadelphia Flyers | 4  | 3                     |                 |                 |  |  |                   |                   |                   |  |  |                    |                    |                    |  |
|  | P1                  | Philadelphia Flyers   |                     |                     |    |                       |                 |                 |  |  |                   |                   |                   |  |  |                    |                    |                    |  |
|  | P4                  | New York Rangers      | 0                   |                     |    |                       |                 |                 |  |  |                   |                   |                   |  |  |                    |                    |                    |  |
|  | P4                  | New York Rangers      | 0                   |                     | P1 | Philadelphia Flyers   | 4               |                 |  |  |                   |                   |                   |  |  |                    |                    |                    |  |
|  |                     |                       |                     |                     | P1 | Philadelphia Flyers   | 4               |                 |  |  |                   |                   |                   |  |  |                    |                    |                    |  |
|  |                     |                       | P3                  | New York Islanders  | 1  |                       |                 |                 |  |  |                   |                   |                   |  |  |                    |                    |                    |  |
|  | P2                  | Washington Capitals   | P3                  | New York Islanders  | 1  | 2                     |                 |                 |  |  |                   |                   |                   |  |  |                    |                    |                    |  |
|  | P2                  | Washington Capitals   |                     |                     |    |                       |                 |                 |  |  |                   |                   |                   |  |  |                    |                    |                    |  |
|  | P3                  | New York Islanders    | 3                   |                     |    |                       |                 |                 |  |  |                   |                   |                   |  |  |                    |                    |                    |  |
|  | P3                  | New York Islanders    | 3                   |                     | P1 | Philadelphia Flyers   | 1               |                 |  |  |                   |                   |                   |  |  |                    |                    |                    |  |
|  |                     |                       |                     |                     |    |                       |                 |                 |  |  |                   |                   |                   |  |  |                    |                    |                    |  |
|  |                     |                       | S1                  | Edmonton Oilers     | 4  |                       |                 |                 |  |  |                   |                   |                   |  |  |                    |                    |                    |  |
|  | N1                  | St. Louis Blues       | S1                  | Edmonton Oilers     | 4  | 0                     |                 |                 |  |  |                   |                   |                   |  |  |                    |                    |                    |  |
|  | N1                  | St. Louis Blues       |                     |                     |    |                       |                 |                 |  |  |                   |                   |                   |  |  |                    |                    |                    |  |
|  | N4                  | Minnesota North Stars | 3                   |                     |    |                       |                 |                 |  |  |                   |                   |                   |  |  |                    |                    |                    |  |
|  | N4                  | Minnesota North Stars | 3                   |                     | N4 | Minnesota North Stars | 2               |                 |  |  |                   |                   |                   |  |  |                    |                    |                    |  |
|  |                     |                       |                     |                     | N4 | Minnesota North Stars | 2               |                 |  |  |                   |                   |                   |  |  |                    |                    |                    |  |
|  |                     |                       | N2                  | Chicago Blackhawks  | 4  |                       |                 |                 |  |  |                   |                   |                   |  |  |                    |                    |                    |  |
|  | N2                  | Chicago Blackhawks    | N2                  | Chicago Blackhawks  | 4  | 3                     |                 |                 |  |  |                   |                   |                   |  |  |                    |                    |                    |  |
|  | N2                  | Chicago Blackhawks    |                     |                     |    |                       |                 |                 |  |  |                   |                   |                   |  |  |                    |                    |                    |  |
|  | N3                  | Detroit Red Wings     | 0                   |                     |    |                       |                 |                 |  |  |                   |                   |                   |  |  |                    |                    |                    |  |
|  | N3                  | Detroit Red Wings     | 0                   |                     | N2 | Chicago Blackhawks    | 2               |                 |  |  |                   |                   |                   |  |  |                    |                    |                    |  |
|  |                     |                       |                     |                     |    |                       |                 |                 |  |  |                   |                   |                   |  |  |                    |                    |                    |  |
|  |                     |                       | S1                  | Edmonton Oilers     | 4  |                       |                 |                 |  |  |                   |                   |                   |  |  |                    |                    |                    |  |
|  | S1                  | Edmonton Oilers       | S1                  | Edmonton Oilers     | 4  | 3                     |                 |                 |  |  |                   |                   |                   |  |  |                    |                    |                    |  |
|  | S1                  | Edmonton Oilers       |                     |                     |    |                       |                 |                 |  |  |                   |                   |                   |  |  |                    |                    |                    |  |
|  | S4                  | Los Angeles Kings     | 0                   |                     |    |                       |                 |                 |  |  |                   |                   |                   |  |  |                    |                    |                    |  |
|  | S4                  | Los Angeles Kings     | 0                   |                     | S1 | Edmonton Oilers       | 4               |                 |  |  |                   |                   |                   |  |  |                    |                    |                    |  |
|  |                     |                       |                     |                     | S1 | Edmonton Oilers       | 4               |                 |  |  |                   |                   |                   |  |  |                    |                    |                    |  |
|  |                     |                       | S2                  | Winnipeg Jets       | 0  |                       |                 |                 |  |  |                   |                   |                   |  |  |                    |                    |                    |  |
|  | S2                  | Winnipeg Jets         | S2                  | Winnipeg Jets       | 0  | 3                     |                 |                 |  |  |                   |                   |                   |  |  |                    |                    |                    |  |
|  | S2                  | Winnipeg Jets         |                     |                     |    |                       |                 |                 |  |  |                   |                   |                   |  |  |                    |                    |                    |  |
|  | S3                  | Calgary Flames        | 1                   |                     |    |                       |                 |                 |  |  |                   |                   |                   |  |  |                    |                    |                    |  |

### Stanley Cup
La finale della Stanley Cup 1985 è stata una serie al meglio delle sette gare che ha determinato il campione della National Hockey League per la stagione 1984-85. Gli Edmonton Oilers hanno sconfitto i Philadelphia Flyers in cinque partite e si sono aggiudicati la Stanley Cup per la seconda volta nella loro storia.

## Premi NHL
- Stanley Cup: Edmonton Oilers
- Prince of Wales Trophy: Philadelphia Flyers
- Clarence S. Campbell Bowl: Edmonton Oilers
- Art Ross Trophy: Wayne Gretzky (Edmonton Oilers)
- Bill Masterton Memorial Trophy: Anders Hedberg (New York Rangers)
- Calder Memorial Trophy: Mario Lemieux (Pittsburgh Penguins)
- Conn Smythe Trophy: Wayne Gretzky (Edmonton Oilers)
- Frank J. Selke Trophy: Craig Ramsay (Buffalo Sabres)
- Hart Memorial Trophy: Wayne Gretzky (Edmonton Oilers)
- Jack Adams Award: Mike Keenan (Philadelphia Flyers)
- James Norris Memorial Trophy: Paul Coffey (Edmonton Oilers)
- Lady Byng Memorial Trophy: Jari Kurri (Edmonton Oilers)
- Lester B. Pearson Award: Wayne Gretzky (Edmonton Oilers)
- Lester Patrick Trophy: Jack Butterfield, Arthur M. Wirtz
- NHL Plus/Minus Award: Wayne Gretzky (Edmonton Oilers)
- Vezina Trophy: Pelle Lindbergh (Philadelphia Flyers)
- William M. Jennings Trophy: Bob Froese e Darren Jensen (Philadelphia Flyers)

### NHL All-Star Team
First All-Star Team
- Attaccanti: John Ogrodnick • Wayne Gretzky • Jari Kurri
- Difensori: Paul Coffey • Ray Bourque
- Portiere: Pelle Lindbergh

Second All-Star Team
- Attaccanti: John Tonelli • Dale Hawerchuk • Mike Bossy
- Difensori: Rod Langway • Doug Wilson
- Portiere: Tom Barrasso

NHL All-Rookie Team
- Attaccanti: Warren Young • Mario Lemieux • Tomas Sandström
- Difensori: Chris Chelios • Bruce Bell
- Portiere: Steve Penney